# Свјатој Нос
Рт Свјатој Нос (рус. Мыс Святой Нос) рт је на североисточној обали Кољског полуострва у Мурманској области Русије. Налази се на истоименом полуострву дужине 15 километара и ширине до 3 км, и раздваја акваторију Баренцовог мора на западу од Белог мора на истоку. Уједно представља и границу између Терске обале на истоку и Мурманске обале на западу. На полуострву се налази истоимено село у ком је 2010. живело свега 7 становника, те активан светионик. Сам топоним изведен је од поморске речи којом се означава део копна јако истурен у морску акваторију.
Полуострво на ком се налази рт има максималну висину до 179 метара и на њему се налази неколико мањих језера и потока. Између Свјатоноског полуострва и континенталног дела Мурманске области налази се мањи Свјатоноски залив.
У неким старијим документима овај рт се називао терским ртом или Терским носом. На европским географским картама рт Свјатој Нос први пут је означен на мапама из XVI века, а у норвешким изворима називан је Вагестад.
Свјатоноски светионик основан је 1862. године и један је од најстаријих активних светионика у Русији. Висок је 22 метра, налази се на надморској висини од 94 метра, а видљивост са светионика је 22 наутичке миље.